# All Wrong (film 1922)
All Wrong è un cortometraggio muto del 1922 diretto da Eddie Lyons e da Eugene De Rue.

## Produzione
Il film fu prodotto dalla Eddie Lyons Comedies (come Mirthquake Comedies).

## Distribuzione
Distribuito dall'Arrow Film Corporation, il film - un cortometraggio di due bobine - uscì nelle sale cinematografiche USA il 9 giugno 1922.